# 糖衣炮弹
“糖衣炮弹”，也叫“糖衣炸弹”，简称“糖弹”。意思是用糖衣裹着的炮弹，比喻腐蚀、拉拢，拖人下水的手段。它看似美妙甜蜜而包藏祸心。在台海心戰時，这是一種心理誘敵的戰略。

## 事件背景
当时中華人民共和國即将成立，东方的社会主义世界日渐壮大，以美国为首的资本主义国家感到想用武力直接消灭东方的社会主义体系是很难办到的了，所以美国当局想出一个长期计划，就是用上三四代人的时间，对社会主义世界的思想进行渗透。这就是毛澤東说用的“糖衣炮弹”的方法来腐蚀，“他们打来的炮弹是外层包了‘糖衣’的，先给你个甜头，然后‘爆炸’，达到征服你的目的”。后来毛澤東与前苏联的论战就是怕中国变修，也是与“糖衣炮弹”相似，结果互有胜负，他们达到了部分目的，但没有完全征服和改变中国。